# Ann-Marie Kaulbach
Ann-Marie Cathérine Kaulbach (* 1984 in Siegburg) ist eine deutsche Rechtswissenschaftlerin und Hochschullehrerin an der Europa-Universität Viadrina.

## Leben und Wirken
Nach dem Abitur 2004 nahm Kaulbach das Studium der Rechtswissenschaften an der Universität Bonn auf, welches sie 2009 mit dem Ersten Juristischen Staatsexamen beendete. Anschließend war sie als wissenschaftliche Mitarbeiterin am Lehrstuhl von Eberhard Schilken in Bonn tätig. Unter dessen Betreuung wurde sie 2012 von der Universität Bonn mit der Arbeit Gestaltungsfreiheit im Erbrecht zur Dr. iur. promoviert. Für diese Arbeit erhielt sie 2013 den Zweiten Platz des Telekom-Preises. Anschließend leistete sie am Landgericht Bonn ihr Referendariat ab, das sie 2014 mit dem Zweiten Staatsexamen beendete. Von Mai 2014 bis September 2022 war sie Geschäftsführerin des Kompetenzzentrums für juristisches Lernen und Lehren an der Universität zu Köln. Gleichzeitig war sie Forschungsassistentin an der Universität Köln, wo sie sich ihrer von Barbara Dauner-Lieb betreuten Habilitation widmete. Nach einem Forschungsaufenthalt 2018 an der UC Berkeley School of Law bei Richard Buxbaum schloss sie 2021 mit der Schrift Strukturen und Richtlinien professioneller Vertragsgestaltung. Grundlegung einer Methode zur Gestaltung notarieller und anwaltlicher Verträge im Zeitalter der Digitalisierung ihre Habilitation ab und erhielt von der Universität Köln die Venia legendi für die Fächer Bürgerliches Recht, Handels- und Gesellschaftsrecht, Rechtsgeschäftsplanung und Rechtsdidaktik.
Es folgten ab dem Wintersemester 2021/22 zunächst Lehrstuhlvertretungen an den Universitäten Bielefeld, Bonn und Potsdam. Zum Sommersemester 2023 nahm sie einen Ruf der Universität Frankfurt (Oder) an. Seitdem hat sie dort den Lehrstuhl für Bürgerliches Recht und Digitalisierung inne.

## Forschung und Lehre
Kaulbachs Forschungsschwerpunkte liegen entsprechend der Ausrichtung ihres Lehrstuhls insbesondere im bürgerlichen Vertrags- und Vertragsgestaltungsrecht und dem Recht der Digitalisierung im Privat- und Wirtschaftsrecht. Dabei konzentriert sie sich insbesondere schuldrechtliche Verträge, forscht aber auch zu erbrechtlichen Gestaltungsformen.

## Publikationen (Auswahl)
- Gestaltungsfreiheit im Erbrecht: Pflichtteilsrecht und Testiervertrag auf dem Prüfstand. Wolfgang Metzner, Frankfurt am Main 2012, ISBN 978-3-943951-47-9 (Dissertation).
- Strukturen und Richtlinien professioneller Vertragsgestaltung: Grundlegung einer Methode zur Gestaltung notarieller und anwaltlicher Verträge im Zeitalter der Digitalisierung. Nomos, Baden-Baden 2024, ISBN 978-3-7489-4219-1 (Habilitationsschrift).